# Trofeo Auld Alliance
Il trofeo Auld Alliance (in francese Trophée Auld Alliance; in inglese Auld Alliance Trophy) è un premio internazionale di rugby a 15 annualmente in palio tra le squadre nazionali maschili di Francia e Scozia in occasione del loro incontro in calendario nel Sei Nazioni.
Istituito nel 2018, vide la sua prima edizione disputarsi a Edimburgo con la vittoria da parte della Scozia.

## Storia
L'idea di istituire un riconoscimento nacque nel 2017 — a un anno di distanza dalla ricorrenza del centenario della fine della prima guerra mondiale (1918) — da parte di quattro appassionati francesi di rugby, Patrick Caublot, Gilles Mairesse, Christian Raoult e Patrick Sandou che, in occasione dell'incontro del Sei Nazioni contro la Scozia allo Stade de France, organizzarono una manifestazione in onore di Eric Millroy, tenente dell'esercito britannico che al momento dell'arruolamento in guerra era capitano della nazionale scozzese e che morì nel 1916 in Francia nella battaglia del bosco di Delville.
Caublot, membro del club rugbistico cittadino di Amiens, nella Somme dove la battaglia ebbe luogo, riuscì a rintracciare gli eredi superstiti di Millroy e a ottenere la loro partecipazione alla celebrazione; tra di essi il pronipote, Douglas Kinloch Anderson, si fece promotore presso la federazione scozzese della stessa iniziativa che Caublot intraprese nei confronti di quella francese, ovvero l'istituzione di un premio permanente da disputarsi in occasione degli incontri del Sei Nazioni tra le selezioni nazionali di Francia e Scozia.
Il loro tentativo ebbe successo e le due federazioni si accordarono, di conseguenza, per istituire un premio che, oltre al citato Millroy, onorasse anche la memoria di Marcel Burgun, capitano della Francia nel Cinque Nazioni 1914 e morto in battaglia nel 1915 e, più in generale, tutti i rugbisti di ambo le nazioni morti durante la Grande Guerra, 30 dei quali internazionali per la Scozia e 22 per la Francia.
Il trofeo fu presentato ufficialmente alla stampa allo stadio di Murrayfield, a Edimburgo, il 9 febbraio 2018 dai presidenti delle due federazioni, Bernard Laporte per la Francia e Rob Flockhart per la Scozia.
Il suo nome, Auld Alliance Trophy, è un riferimento alla Auld Alliance (scozzese per Vecchia alleanza), intesa stretta nel 1295 tra i regni di Francia e di Scozia in funzione anti-inglese e che Charles de Gaulle definì nel 1942 «la più antica alleanza del mondo».
Il trofeo, una coppa d'argento alta 60 centimetri, è realizzato dagli orafi e argentieri londinesi Thomas Lyte & Co; alla sommità presenta dei fiori incisi, tra i quali quelli di cardo, uno dei simboli nazionali della Scozia.
Nella parte centrale riporta, sia in francese che in inglese (su facce opposte), la dedica «In memoria di Eric Millroy, Marcel Burgun e di tutti i rugbisti francesi e scozzesi caduti nella prima guerra mondiale».
Il basamento è destinato altresì a riportare, incisi anno per anno, i nomi delle squadre che l'hanno vinto.
Due giorni dopo la presentazione alla stampa, domenica 11 febbraio, il trofeo fu presentato al pubblico di Murrayfield prima dell'incontro del Sei Nazioni 2018 tra Scozia e Francia alla presenza dei due discendenti più giovani di Millroy e Burgun, rispettivamente lo scozzese Lachlan Ross e il francese Romain Cabanis, entrambi undicenni.
Il primo vincitore del trofeo fu la Scozia che batté la Francia per 32-26.
In caso di parità il trofeo rimane detenuto presso l'ultimo vincitore.

## Palmarès
| Anno | Città       | Risultato              | Vincitrice |
| ---- | ----------- | ---------------------- | ---------- |
| 2018 | Edimburgo   | Scozia — Francia 32-26 | Scozia     |
| 2019 | Saint-Denis | Francia — Scozia 27-10 | Francia    |
| 2020 | Edimburgo   | Scozia — Francia 28-17 | Scozia     |
| 2021 | Saint-Denis | Francia — Scozia 23-27 | Scozia     |
| 2022 | Edimburgo   | Scozia — Francia 17-36 | Francia    |
| 2023 | Saint-Denis | Francia — Scozia 32-21 | Francia    |
| 2024 | Edimburgo   | Scozia — Francia 16-20 | Francia    |
| 2025 | Saint-Denis | Francia — Scozia 35-16 | Francia    |
| 2026 | Edimburgo   | Scozia — Francia       |            |